# Páll Einarsson
Páll Einarsson, né le 25 mai 1868 et mort le 17 décembre 1954, a été le maire de Reykjavik du 7 mai 1908 au 7 mai 1914.